# Petre Becheru
Petre Becheru (né le 16 mai 1960 à Drăgănești-Vlașca (Roumanie)) est un haltérophile roumain.
Il obtient la médaille d'or olympique en 1984 à Los Angeles en moins de 82.5 kg ainsi qu'une médaille d'or aux Championnats du monde la même année dans la même catégorie. Il remporte aussi une médaille de bronze aux Championnats d'Europe 1987.